# (5928) Pindare
(5928) Pindare, désignation internationale (5928) Pindarus, est un astéroïde de la ceinture principale.

## Description
(5928) Pindare est un astéroïde de la ceinture principale. Il fut découvert par Cornelis Johannes van Houten, Ingrid van Houten-Groeneveld et Tom Gehrels le 19 septembre 1973 à l'observatoire Palomar. Il présente une orbite caractérisée par un demi-grand axe de 3,969 UA, une excentricité de 0,122 et une inclinaison de 9,27° par rapport à l'écliptique.
Il fut nommé en hommage au poète lyrique grec Pindare (518 av. J.-C.-438 av. J.-C).

## Compléments